# Black Book of the Admiralty
El Black Book of the Admiralty (Libro Negro del Almirantazgo en castellano), es una recopilación de derecho marítimo inglés creada en el transcurso de los reinados de varios  monarcas ingleses, incluyendo las decisiones más importantes de la Corte del Almirantazgo (Admiralty Court). Su punto de partida son los Rollos de Olerón, que fueron promulgados en 1160 por Leonor de Aquitania, en francés antiguo, antes de ser reina de Inglaterra, siendo por lo tanto el Libro Negro posterior sin ninguna duda. 
El libro en sí indica que se estableció el Tribunal Superior del Almirantazgo durante el reinado de Eduardo I (1272-1307), aunque la erudición más reciente coloca el establecimiento en 1360 durante el reinado de Eduardo III. Además de los Rollos de Olerón, la primera ley a que se refiere es el Liber memorandorum (1338), con una copia manuscrita independiente disponible en los archivos de la ciudad de Londres.

## Descripción
El libro está escrito en francés antiguo y sus autores cambian de escritura y tono varias veces. El documento superviviente más antiguo es una copia manuscrita de 1450, que se conserva en los "National Archives". Hay disponibles varias ediciones impresas, con una edición particularmente notable, la de Sir Travers Twiss publicada en cuatro volúmenes (1871-1876), reimpresa en diversas ocasiones, que incluye varios otros textos legales medievales (entre ellos el Domus day of Gippeswiche, Judgements of the Sea, los Rôles d'Oléron, las Tablas amalfitanas y el Libro del Consulado del Mar con su versión en holandés), además del Libro Negro propiamente dicho.